# Národní park Losí ostrov
Národní park Losí ostrov (rusky Национальный парк «Лосиный Остров») je národní park, nacházející se v Rusku na severovýchodním okraji Moskvy. Má rozlohu 116 km², z toho 27 % leží na území hlavního města, nejkratší vzdálenost od Kremlu činí 8 km. Většinu parku tvoří smíšené lesy (bříza, smrk, borovice, lípa) a bažiny, náležející k Meščerské nížině. Parkem protékají řeky Jauza, Ička a Pechorka. 53,94 km² patří do režimu zvláštní ochrany, kam je možný vstup pouze na zvláštní povolení. Moskevský dálniční okruh dělí chráněné území na dvě části, nachází se zde zastávka Bělokamennaja Moskevského centrálního okruhu.
Lesy se v blízkosti velkoměsta zachovaly díky tomu, že oblast byla oblíbenou honitbou ruských carů. V roce 1979 se Losí ostrov stal chráněným územím a v roce 1983 byl vyhlášen národním parkem jako druhý v RSFSR po Sočském národním parku. Vyskytuje se zde 500 druhů cévnatých rostlin a 280 druhů obratlovců, z toho 180 druhů ptáků a 40 druhů savců. Typickými druhy jsou los evropský, prase divoké, jelen sika, bobr evropský, psík mývalovitý, vychuchol povolžský, plšík lískový, poštolka rudonohá nebo orel mořský. Na území národního parku se nachází městský veřejný park Sokolniki a muzeum tradiční vesnické architektury.
Vzhledem k rostoucí poptávce po stavebních pozemcích v okolí Moskvy je park pod velkým tlakem developerů, problémem je také množství výletníků zanechávajících nepořádek i smečky toulavých psů, které loví zvěř.